# Gustav Eskuche

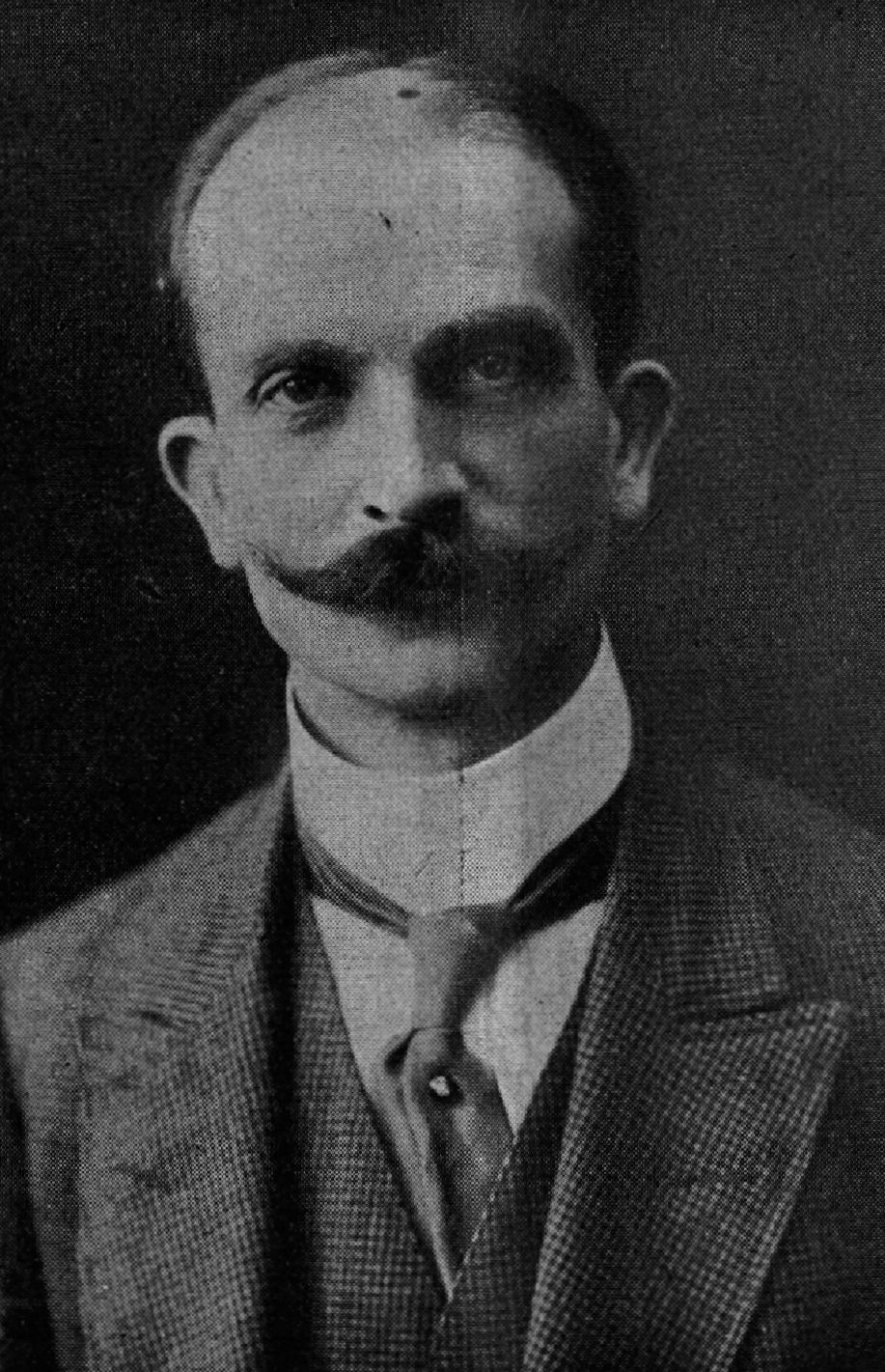
Gustav Eskuche, undatierte Fotografie

Gustav Eskuche (* 18. April 1865 in Kassel; † 24. Mai 1917 in Bad Nauheim) war ein deutscher Pädagoge, Gymnasialdirektor, Schriftsteller und Volksliedsammler.

## Leben
Eskuche machte das Abitur am Kasseler Friedrichs-Gymnasium. Danach studierte er an den Universitäten in Berlin und Marburg, wo er 1883 Mitglied des Philologisch-Historischen Vereins Marburg, der späteren Marburger Burschenschaft Rheinfranken wurde. Im Herbst 1888 bestand er die Staatsprüfung zur Lehrbefähigung. Am 24. Mai 1889 wurde er zum Dr. phil. promoviert.
Nach seinem Probejahr als Lehrer in Kassel und einer halbjährigen Studienreise nach Paris wirkte er ein halbes Jahr am Friedrichsgymnasium in Kassel, später am Privat-Progymnasium in Rossla. Später war er neun Jahre lang am Realgymnasium in Siegen, heutiges Gymnasium am Löhrtor, beschäftigt. Ab 1903 war er am Reform-Realgymnasium in Düsseldorf beschäftigt. Am 19. April 1906 wurde er als Direktor an das Stadt-Gymnasium in Stettin berufen.
Gustav Eskuche wirkte nicht nur als Pädagoge, sondern auch als Schriftsteller und Volksliedsammler. Neben seinen eigenen Werken übersetzte er auch Einiges aus dem Griechischen.

## Werke (Auswahl)
als Autor
- Zur Geschichte der deutschen Idyllendichtung. Eine Stunde Literatur. 1894.
- Heidentum und Christentum im Chattenlande. 1896.
- Sarcerius als Erzieher und Schulmann. 1901.
- Deutsche Sprachlehre und Literaturgeschichte für höhere Lehranstalten. 1905.
- Deutsche Satztrennung (Interpunktion). 1908.
- Aufsatzlehre für Schüler. 1909.
- Deine Heimat in und nach dem Weltkrieg! Max Mallin, Stargard 1916, urn:nbn:de:gbv:9-g-5274667.

als Herausgeber
- (mit Johann Lewalter): Hessische Kinderliedchen. 1891.
- Siegerländische Kinderliedchen – aus [dem] Volksmund gesammelt und erläutert. 1897.

als Übersetzer
- De Valerio Catone deque Diris et Lydia carminibus. 1889.
- Homer: Der Froschmäusekrieg. 1911.
- Herondas: Der junge Taugenichts (250 v. Chr.). 1912.